# Старо Село (Сисак)
Старо Село је насељено место у саставу града Сиска, у Банији, Хрватска.

## Историја
Старо Село се од 1991. до августа 1995. године налазило у Републици Српској Крајини.

## Становништво
На попису становништва 2011. године, Старо Село је имало 110 становника.
Старо Село се састоји из две целине: засеока на уласку у село из правца Летованаца и засеока Кљајићи (излазна страна према Чакалама и Трњанима, на путу за Кињачку).
По престанку ратних дејстава, у Старо Село вратио се незнатан број житеља, углавном старијих. Структура становништва је углавном остала иста уз много мањи број становника.

## Попис 1991.
На попису становништва 1991. године, насељено место Старо Село је имало 520 становника, следећег националног састава:
| Попис 1991.‍ | Попис 1991.‍ | Попис 1991.‍ | Попис 1991.‍ | Попис 1991.‍ |
| ----------- | ----------- | ----------- | ----------- | ----------- |
|             |             |             |             |             |
| Срби        | Срби        |             | 499         | 95,96%      |
| Југословени | Југословени |             | 10          | 1,92%       |
| Хрвати      | Хрвати      |             | 9           | 1,73%       |
| Словенци    | Словенци    |             | 1           | 0,19%       |
| непознато   | непознато   |             | 1           | 0,19%       |
| укупно: 520 |             |             |             |             |